# Penicuik
Penicuik ist eine schottische Stadt in Midlothian mit 15.926 Einwohnern.

## Geschichte
Penicuik war zunächst nur ein Dorf, bis Agnes Campbell dort 1709 eine Papierfabrik errichtete. Am Ende der Napoleonischen Kriege wurde die Papierfabrik als ein Gefangenenlager für französische Gefangene verwendet, woran das „French Prisoners’ Monument“ noch heute erinnert. Um 1770 wurde das Dorf von Stadtplaner Sir John Clark im Osten erweitert, da es durch das stetige Wachstum der Fabrik einen hohen Wohnungsbedarf für die Arbeiter gab. Die beiden Straßen High Street und John Street wurden bei dieser Gelegenheit angelegt. 1796 übernahm Alexander Cowan die Fabriken. Er kaufte eine angrenzende Korn-Mühle und stellte dort Papier für Banknoten her. 1847 veranstaltete Penicuik das Eröffnungsmatch des „Grand Match“ Curling Turniers zwischen Nord und Süd Schottland. Durch die ansässige Papierindustrie wuchs Penicuik, das 1867 das Stadtrecht erlangte, bis in die 1970er Jahre weiter, bis im Jahr 2005 die Papierfabriken geschlossen wurden. Die Dalmore Mühle, in der Nähe von Auchendinny, schloss im gleichen Jahr. Die Edinburgh Crystal Werke sind noch in Penicuik aktiv.
Der Name Pen Y Cog stammt aus dem Britannischen (einer inselkeltischen Sprache) und bedeutet „Kuckuckshügel“.

## Partnerstädte
- L’Isle-sur-la-Sorgue

## Söhne der Stadt
- James Cossar Ewart (1851–1933), Zoologe
- Cargill Gilson Knott, Mathematiker und Seismologe
- Geoff Palmer, Agrarwissenschaftler
- Tom Walkinshaw (1946–2010), Rennfahrer

## Penicuik in der Literatur
Die in der Nähe befindliche Pfarrkirche Glencorse war Inspiration für Robert Louis Stevensons Buch Kidnapped. Straßen in der Nähe sind nach Charakteren aus dem Buch und der Fortsetzung „Catriona“ benannt.